# Remulopygus levifrons
Remulopygus levifrons är en mångfotingart som först beskrevs av Carl Graf Attems.  Remulopygus levifrons ingår i släktet Remulopygus och familjen Harpagophoridae. Inga underarter finns listade i Catalogue of Life.